# Sławicze (obwód grodzieński)
Sławicze (biał. Славічы, ros. Славичи) – wieś na Białorusi, w obwodzie grodzieńskim, w rejonie grodzieńskim, w sielsowiecie Kopciówka, nad Niemnem.
Znaleziono tu ślady bytności ludzi w czasach prehistorycznych.
W dwudziestoleciu międzywojennym wieś leżała w Polsce, w województwie białostockim, w powiecie grodzieńskim, w gminie Hornica.
Według Powszechnego Spisu Ludności z 1921 roku wieś zamieszkiwało 101 osób, 98 było wyznania rzymskokatolickiego, 3 prawosławnego. Wszyscy mieszkańcy zadeklarowali polską przynależność narodową. Było tu 17 budynków mieszkalnych.